# Рудольф Харбиг (стадион)
Стадион имени Рудольфа Харбига, либо Рудольф-Харбиг-штадион (нем. Rudolf-Harbig-Stadion) — мультиспортивный стадион в немецком городе Дрезден, домашний стадион футбольного дрезденского «Динамо».

## История
|  |  |  |

Ранее носил имя Рудольфа Харбига,  бегуна на средние дистанции, чемпиона Европы по бегу на 800 метров ( 1938). В 1971—1990 гг. назывался Динамо-штадион (нем. Dynamo-Stadion). Сборные ГДР, а позже объединённой Германии провели на стадионе 10 международных встреч. В общей же сложности национальные сборные провели на поле в Дрездене 11 матчей, 9 марта 1969 года сборная ГДР провела товарищеский матч с клубом «Динамо» (Дрезден).